# Froggy Software
 (janvier 2022).
Si vous disposez d'ouvrages ou d'articles de référence ou si vous connaissez des sites web de qualité traitant du thème abordé ici, merci de compléter l'article en donnant les références utiles à sa vérifiabilité et en les liant à la section « Notes et références ».
Froggy Software est une société de développement logiciel créée en 1984 par Jean-Louis Le Breton et Fabrice Gille ; elle a publié des jeux et utilitaires pour Apple II et Macintosh ; il s'agit de la première société à introduire une analyse syntaxique en français et à offrir des jeux qui réagissent à des insultes ou des mots grossiers[réf. souhaitée]. Elle est dissoute en 1987.

## Historique
À l'époque les jeux informatiques disponibles sur Apple II étaient très sérieux et coutaient très cher (environ 350 francs français, soit presque 97 € en 2013), la plupart étant des traductions de jeux américains. Après avoir présenté le jeu d'aventure La Souris Golotte à Apple, qui désirait une démo pour la sortie de l'Apple IIc, Jean-Louis Le Breton et Fabrice Gille décidèrent de fonder une société de développement de jeux vidéo.
Les créateurs souhaitaient trouver un nom à consonance anglaise avec une référence française : d'une part, l'anglais « sonnait bien » auprès du public français ; d'autre part, les logiciels auraient pu être publiés aux États-Unis et la référence aux Froggies était amusante. Jean-Louis Le Breton était très ami avec le dessinateur Jean-Michel Ucciani ; il lui demanda dessiner une grenouille pour représenter la société, et la fameuse grenouille en smoking naquit. Le but de Froggy Software était de vendre à un prix d'environ 150 FRF des jeux en français, amusants, et sortant de l'ordinaire. 
Jean-Louis Le Breton était surtout responsable des graphismes et des scénarios, alors que Fabrice Gille s'occupait plutôt de la partie technique. Après la publication des premiers titres (Épidémie, Paranoïak, Le Crime du parking), Froggy Software fut contactée par de jeunes auteurs qui aimaient l'aventure et l'humour. De nombreux jeux et utilitaires ont alors été publiés sur Apple II et Macintosh.
Fabrice Gille quitta la société en 1986. En 1987, quand Apple arrêta le développement de l'Apple II pour se concentrer sur le Macintosh, Jean-Louis Le Breton décida de se recentrer sur le journalisme et d'arrêter Froggy Software.

## Logiciels publiés

### Jeux
- Épidémie[4] (1984) (scénario et graphismes : Jean-Louis Le Breton ; partie technique : Fabrice Gille).
- Paranoïak[4] (1984) (scénario et graphismes : Jean-Louis Le Breton ; partie technique : Fabrice Gille) ; premier jeu à contenir une analyse de syntaxe rudimentaire.
- Le Crime du parking (1985) (scénario et graphismes : Jean-Louis Lebreton ; partie technique : Fabrice Gille) ; contient une analyse de syntaxe élaborée[5].
- Même les pommes de terre ont des yeux! (1985) (scénario : Clotilde Marion — première employée de Froggy Software — ; partie technique : Jean-Louis Lebreton, Fabrice Gille).
- Le mur de Berlin va sauter (1985) (Tristan Cazenave ; scénario : Yves Labesse ; graphismes Jean-Louis Le Breton ; collaboration de Fabrice Gille et de Clotilde Marion).
- La Java du privé (1986) (Tristan Cazenave ; graphismes : Luc Desportes).
- La femme qui ne supportait pas les ordinateurs (1986) (scénario : Chine Lanzmann ; programmation : Jean-Louis Le Breton) ; jeu sans graphisme (roman interactif) avec plusieurs fins qui se déroule sur (et imite) le réseau Calvados.
- Baratin blues (1986) (programmation : Pascal Labrevois ; graphismes : François Lamoureux).
- Tempête sur les Bermudes (1986) (Christophe Bourrier, Philippe Bousquet).
- Pleins gaz (Richard Soberka jr); Jeu inédit
- Le Justicier du bahut (Christophe Bourrier).
- Opération Mercury (Jean-Luc Villain).
- Séduction 1 (1987) (François Auzanneau, Jean-Baptiste Vahé ; graphismes : Corinne Evans)
- Canal meurtre (Frédéric Copet ; dessins : Jean Solé).
- La Crapule (scénario et programmation : Jean-Louis Le Breton) ; premier jeu de Froggy software sur Macintosh.

### Utilitaires
- MouseFiler (Éric Lapuyade).
- MousEdit (Jean-Marc Crespin).

### Animation
- Mad Mac Cartoons (dessins animés créés par Imagex).